# Herzogenweiher (Naturschutzgebiet)
Das Gebiet Herzogenweiher ist ein mit Verordnung vom 5. Februar 1991 des Regierungspräsidiums Tübingen ausgewiesenes Naturschutzgebiet (NSG-Nummer 4.182) im Gebiet der baden-württembergischen Gemeinden Amtzell und Bodnegg im Landkreis Ravensburg in Deutschland.

## Lage
Das rund 34 Hektar große Naturschutzgebiet Herzogenweiher gehört naturräumlich zum Westallgäuer Hügelland. Es liegt je 2,5 Kilometer südwestlich von Amtzell und südöstlich von Bodnegg, zwischen den Weilern Baltersberg, Mohrhaus und Unterwies, auf einer Höhe von 550 bis 560 m ü. NN. Im südöstlichen Bereich des Naturschutzgebiets liegt der 2,9 Hektar große und 1396 erstmals erwähnte Herzogenweiher.

## Schutzzweck
Wesentlicher Schutzzweck ist die Erhaltung des Gewässers und der sich anschließenden Riedgebiete und Feuchtwiesen als charakteristische und hochgradig gefährdete Elemente der oberschwäbischen Kulturlandschaft, als ökologisch wertvolles Rückzugsgebiet für seltene Pflanzen- und Tierarten und insbesondere als Rast- und Ruheplatz im Vogelzug. Der Schutzzweck umfasst darüber hinaus das Ziel, bereits eingetretene Schädigungen und Eingriffe der Vergangenheit rückgängig zu machen.

## Flora und Fauna

### Flora
Im Naturschutzgebiet konnten 270 Pflanzenarten, davon sind nach der Roten Liste für Baden-Württemberg 35 Arten als gefährdet und fünf Arten als stark gefährdet eingestuft, nachgewiesen werden. Folgende schützenswerte Arten sind zu nennen (Auswahl):
- Fieberkleegewächse
  - Fieberklee (Menyanthes trifoliata), die einzige Art der monotypischen Gattung Menyanthes
- Hahnenfußgewächse
  - Brennender Hahnenfuß (Ranunculus flammula)
  - Scharfer Hahnenfuß (Ranunculus acris)
- Nelkengewächse
  - Kuckucks-Lichtnelke (Lychnis flos-cuculi)
- Primelgewächse
  - Mehlprimel (Primula farinosa)
  - Straußblütiger Gilbweiderich (Lysimachia thyrsiflora)
- Sauergrasgewächse
  - Schmalblättriges Wollgras (Eriophorum angustifolium)
- Seerosengewächse
  - Gelbe Teichrose (Nuphar lutea)
- Sommerwurzgewächse
  - Gemeiner Augentrost (Euphrasia rostkoviana)
- Spindelbaumgewächse
  - Sumpf-Herzblatt (Parnassia palustris), auch Studentenröschen genannt

### Fauna
Das Naturschutzgebiet Herzogenweiher ist ein bedeutender Lebensraum für Schmetterlinge, Libellen und zahlreiche, seltene Vogelarten: Von 96 nachgewiesenen Arten werden 32 in der Roten Liste Baden-Württembergs aufgeführt, viele davon gelten als vom Aussterben bedroht oder als stark gefährdet. Zu ihnen zählen Baumfalke, Blaukehlchen, Braunkehlchen, Eisvogel, Fischadler, Schwarzstorch und Tafelente. Bei den Libellen sind die Blauflügel-Prachtlibelle, die Gebänderte Prachtlibelle und die Gefleckte Smaragdlibelle zu nennen.